# Robbie Diack
Pas d'image ? Cliquez ici

a Compétitions nationales et continentales officielles uniquement.

b Matchs officiels uniquement.
Dernière mise à jour le 3 août 2022.
Robbie Diack, né le 12 novembre 1985 à Johannesburg, est un joueur de rugby à XV sud-africain évoluant au poste de troisième ligne centre. Après des débuts professionnels dans l'équipe sud-africaine des Stormers, il joue pour l'Ulster en Pro12 depuis 2008. Sélectionnable avec l'Irlande depuis 2011 au titre des trois ans de résidence, il a connu sa première cape internationale avec cette équipe le 7 juin 2014 face à l'Argentine.